# 10764 Rübezahl
(10764) Rubezahl, denumire internațională (10764) Rübezahl, este un asteroid din centura principală de asteroizi.

## Descriere
10764 Rübezahl este un asteroid din centura principală de asteroizi. A fost descoperit pe 12 octombrie 1990 la Tautenburg de Freimut Börngen și Lutz Dieter Schmadel. Asteroidul prezintă o orbită caracterizată de o semiaxă mare de 3,06 ua, o excentricitate de 0,11 și o înclinație de 10,8° în raport cu ecliptica.